# Менгер, Карл (младший)
Карл Ме́нгер (нем. Karl Menger; 13 января 1903, Вена, Австро-Венгрия — 5 октября 1985, Хайленд-Парк, США) — австрийско-американский математик. Автор формулировки и доказательства теоремы о связности в конечном неориентированном графе.

## Биография
Отец — Карл Менгер-старший — экономист.
Окончил Венский университет.
Там же защитил диссертацию в 1924 году.
С 1925 по 1927 годы преподавал в Амстердаме.
В 1927 году вернулся в Вену. Был членом Венского кружка.
С 1930 года преподавал в различных американских университетах.

## Вклад
Наряду с Артуром Кэли считается одним из основателей метрической геометрии.
В частности, он сформулировал и доказал метрический вариант теоремы  Хопфа — Ринова.
Участвовал в разработке теории игр.

## Признание и память
- Губка Менгера названа в честь Карла Менгера